# My Soft Machine
My Soft Machine è il secondo album in studio del cantautore britannico Arlo Parks, pubblicato nel 2023.

## Tracce
Testi di Anaïs Marinho.
1. Bruiseless – 1:11 (musica: Anaïs Marinho)
2. Impurities – 3:49 (musica: Marinho, Romil Hemnani, Al Hugg, Carter Lang)
3. Devotion – 2:45 (musica: Marinho, Baird, Paul Epworth, Hemnani)
4. Blades – 3:41 (musica: Marinho, Epworth)
5. Purple Phase – 4:24 (musica: Marinho, Epworth)
6. Weightless – 4:02 (musica: Marinho, Epworth)
7. Pegasus (featuring Phoebe Bridgers) – 3:06 (musica: Marinho, Baird, Epworth, Hemnani)
8. Dog Rose – 3:08 (musica: Marinho)
9. Puppy – 3:13 (musica: Marinho, Ariel Rechtshaid, Buddy Ross)
10. I'm Sorry – 3:07 (musica: Marinho, Rechtshaid, Ross)
11. Room (Red Wings) – 4:28 (musica: Marinho, Dom Maker, Ross)
12. Ghost – 3:47 (musica: Marinho, Epworth)

- Tracce Bonus Edizione Apple Music

1. Mystery of Love – 3:39
2. Blades (acoustic) – 3:24
3. Dog Rose (acoustic) – 2:31

## Classifiche
| Classifica (2023) | Posizione raggiunta |
| ----------------- | ------------------- |
| Regno Unito       | 9                   |